# ألفي بوتير
ألفي بوتير (بالإنجليزية: Alfie Potter)‏ هو لاعب كرة قدم بريطاني، ولد في 9 يناير 1989 في إزلنغتون في المملكة المتحدة. لعب مع أكسفورد يونايتد ونادي بيتربورو يونايتد ونادي كيترينغ تاون ونادي نورثامبتون تاون.

## وصلات خارجية
- ألفي بوتير على موقع قاعدة بيانات كرة القدم.إي يو (الإنجليزية)
- ألفي بوتير على موقع Soccerbase.com (لاعب) (الإنجليزية)
- ألفي بوتير على موقع Soccerway.com (الإنجليزية)